# Pallavicinia serrata
Pallavicinia serrata là một loài rêu trong họ Pallaviciniaceae. Loài này được (Mitt.) Grolle mô tả khoa học đầu tiên năm 1984.